# Hợp Tán
Mahmud Ghazan (sinh năm 1271 – mất ngày 11 tháng 5 năm 1304) (tiếng Mông Cổ: Газан хаан, tiếng Ba Tư: غازان خان, Ghazan Khan, đôi khi được người phương Tây gọi là Casanus ) là Hãn thứ 7 của Y Nhi Hãn quốc của Đế quốc Mông Cổ ở Iran ngày nay từ năm 1295 đến 1304. Ông là con trai của A Lỗ Hồn, cháu nội của A Bát Cáp và là chắt của Húc Liệt Ngôt, tiếp nối một loạt nhà cai trị là hậu duệ trực hệ của Thành Cát Tư Hãn. Được coi là người nổi bật nhất trong số các Y Nhi Hãn, ông nổi tiếng vì đã cải sang Hồi giáo sau khi hội kiến với Imam Ibn Taymiyya vào năm 1295 khi ông lên ngôi, đánh dấu một bước ngoặt cho tôn giáo thống trị của người Mông Cổ ở Tây Á (Iran, Iraq, Anatolia và Transcaucasia). Một trong nhiều người vợ chính của ông là Khoát Khoát Chân, một công chúa nhà Nguyên (vốn ban đầu được hứa hôn với cha của Hợp Tán là A Lỗ Hồn trước khi chết) được gửi tới Ba Tư bởi Hốt Tất Liệt.
Trong triều đại của mình, Hợp Tán thi hành vũ lực với các nước lân bang, bao gồm chiến tranh với triều đại Mamluks Ai Cập để tranh quyền kiểm soát Syria cũng như giao tranh với Hãn quốc Sát Hợp Đài. Hợp Tán cũng cố gắng thiết lập quan hệ ngoại giao với châu Âu, tiếp tục những nỗ lực không thành công của những người tiền nhiệm trong việc thành lập một liên minh Pháp-Mông Cổ. Là một người có học vấn, Hợp Tán có thể nói nhiều ngôn ngữ khác nhau, có nhiều sở thích và đã đưa ra nhiều cải cách nhiều trọng yếu Y Nhi Hán quốc, đặc biệt là trong vấn đề chuẩn hóa tiền tệ và chính sách tài khóa.

## Thời thơ ấu

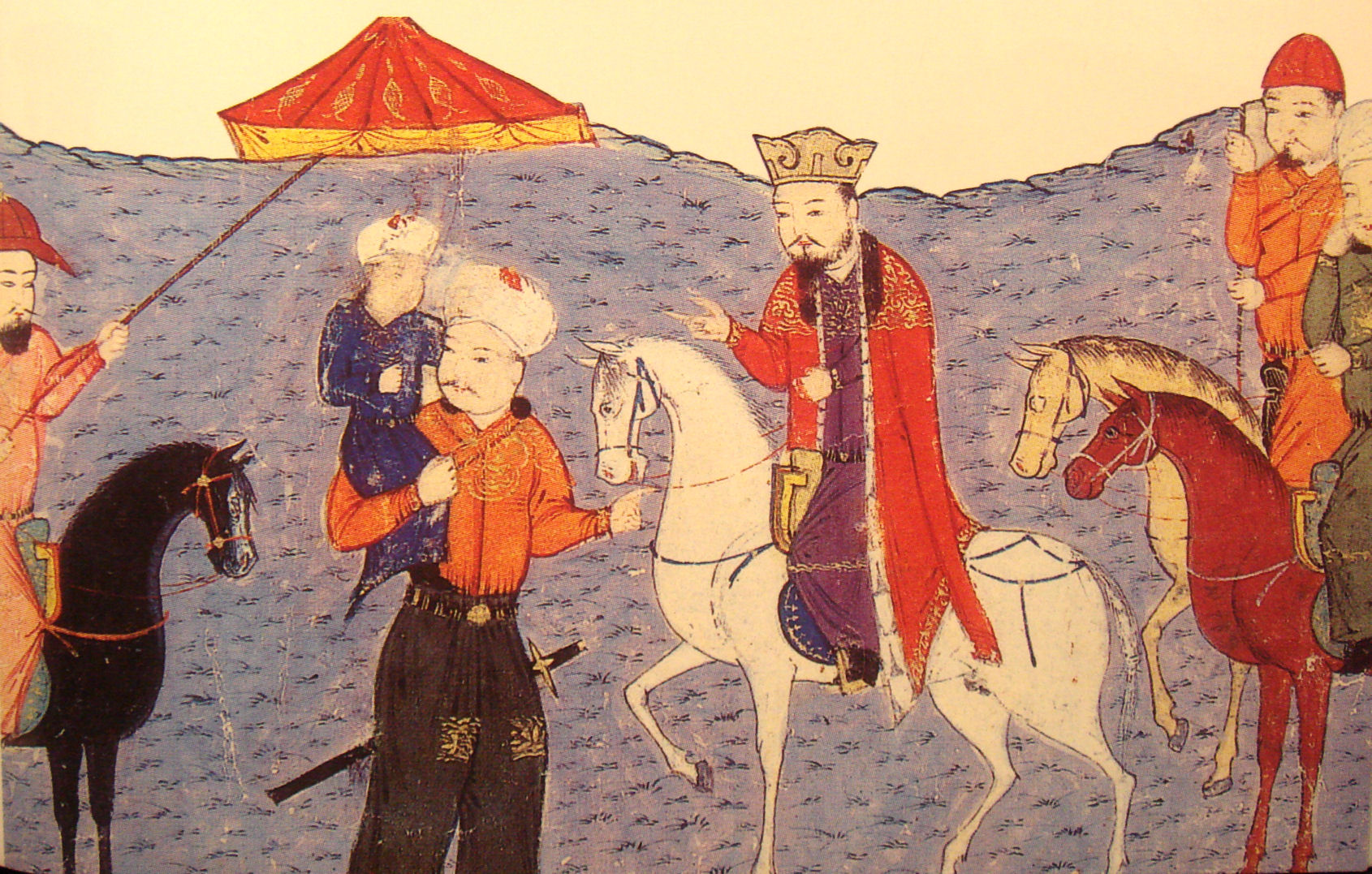
Hợp Tán khi còn nhỏ, trong vòng tay của cha Arghun, đứng cạnh ông nội Abaqa đang cưỡi trên lưng một con ngựa

Hợp Tán là con của A Lỗ Hồn và người vợ lẽ Kultak egechi của bộ tộc Dörben. Khi hai người kết hôn, A Lỗ Hồn mới có 12 tuổi. Chị gái của Kultak, Ashlun, là vợ của Tzigshin, con trai của Húc Liệt Ngột và là cha phó vương trước đây của Khorasan. Theo Rashid al-Din thì hai người đã kết hôn với nhau ở Mazandaran, nơi A Lỗ Hồn đang nhậm chức phó vương. Hợp Tán sinh ngày 5 tháng 11 năm 1271 tại Abaskun (gần Bandar Turkman ngày nay) nhưng được nuôi dưỡng trong Ordo (lều du mục) bởi ái thê của ông nội Abaqa, Buluqhan Khatun, người không có con. Hợp Tán và cha đã không gặp nhau cho đến lúc ông lên 8 tuổi khi Abaqa tấn công Qaraunas vào năm 1279.
Cũng như em trai mình là Hoàn Giả Đô, Hợp Tán được nuôi dạy dưới giáo lý Phật giáo. Người Mông Cổ theo truyền thống khoan dung với nhiều tôn giáo, và trong thời niên thiếu của Hợp Tán, ông được một nhà sư Trung Quốc giáo dục dạy cho ông về Phật giáo, cũng như các văn tự Mông Cổ và Duy Ngô Nhĩ.

### Dưới thời Thiếp Cổ Điệt Nhi
Ông sống cùng với Hải Hợp Đô tại trại của Buluqhan Khatun ở Baghdad sau khi Abaqa qua đời. Ông lại đoàn tụ với cha mình khi Buluqhan khatun tái giá với A Lỗ Hồn và trở thành mẹ kế của Hợp Tán.

## Nhà cai trị xứ Khorasan

### Dưới thời A Lỗ Hồn
Sau khi lật độ Thiếp Cổ Điệt Nhi năm 1284, cha của Hợp Tán là A Lỗ Hồn được tôn lên làm Y Nhi Hãn, Hợp Tán lúc này mới có 11 tuổi được phong làm phó vương Khorasan. Cậu sau đó rời đến thủ phủ của Khorasan và không bao giờ gặp lại cha nữa. Êmia Tegene được bổ nhiệm làm nhiếp chính cho cậu nhưng Hợp Tán không ưa vị nhiếp chính này cho lắm. Vào năm 1289, Nawruz, một êmia trẻ thuộc bộ lạc Ngõa Lạt Mông Cổ có cha từng là một thống đốc dân sự ở Ba Tư ngay từ trước khi Húc Liệt Ngột tới, đã dấy binh tạo phản chống lại A Lỗ Hồn. Nhiếp chính của Hợp Tán là Tegene không may bị Nawruz bắt được vào ngày 20 tháng 4 năm 1289 và bị giam cầm. Khi Nawruz bị quân tăng viện của A Lỗ Hồn đánh bại vào năm 1290, ông ta tháo chạy tới Hãn quốc Sát Hợp Đài xin nương nhờ tại trướng của Hãn Hải Đô, cháu nội của Đại Hãn Oa Khoát Đài. Hợp Tán đã phải dành mười năm tiếp đó để bảo vệ biên cương Hãn quốc Y Nhi khỏi các cuộc tấn công từ Hãn quốc Sát Hợp Đài.

### Dưới thời Hải Hợp Đô
Khi phụ hãn A Lỗ Hồn qua đời vào năm 1291, Hợp Tán không thể tranh ngai vị thừa kế vì đang phải đối chọi với cả các cuộc đột kích của Nawruz từ Hãn quốc Sát Hợp Đài cũng như nạn đói và các cuộc khởi nghĩa ở Khorasan và Nishapur. Tướng Taghachar từng phò tá ba thế hệ Y Nhi Hãn trước đó có lẽ là kẻ chủ mưu đứng đằng sau cái chết của A Lỗ Hồn và ủng hộ chú của Hợp Tán là Hải Hợp Đô lên làm Y Nhi Hãn mới. Tuy là đối thủ thời niên thiếu với nhau, nhưng Hải Hợp Đô vẫn gửi viện binh dưới sự chỉ huy của Hoàng tử Anbarchi (con của Mông Kha Thiếp Mộc Nhi) và các êmia Tuladai, Quncuqbal và El Temür đến hỗ trợ Hợp Tán chống lại các đợt tấn công của Narwuz. Hải Hợp Đô cũng đích thân đến Anatolia để dẹp loạn Turcoman. Tuy nhiên, do ảnh hưởng bởi nạn đói, Hợp Tán không có đủ lương để nuôi binh sĩ và vì thế mà Hoàng tử Anbarchi phải rút quân về Azerbaijan. Hợp Tán sau đó đã đến Maragha để xin Hải Hợp Đô xuất binh hỗ trợ nhưng bị từ chối và phải quay về Khorasan. Khi quay về, Hợp Tán đã kết hôn với Khoát Khoát Chân, một công chúa Mông Cổ được Hốt Tất Liệt hứa gả cho A Lỗ Hồn. Khoát Khoát Chân đã đi theo một đoàn bộ hành bao gồm cả Marco Polo và hàng trăm người khác từ Trung Quốc để đến Ba Tư. Tuy nhiên, do khi đến nơi A Lỗ Hồn đã chết nên Khoát Khoát Chân đã lấy con trai ông là Hợp Tán làm chồng.
Vào năm 1294, Hợp Tán khiến Nawruz phải đầu hàng tại Nishapur. Hợp Tán không chỉ không hạ lệnh trừng phạt Nawruz, mà còn phong ông ta làm tướng. Hợp Tán trung thành với chú, nhưng không tán thành việc áp dụng tiền giấy tại địa bàn của mình và giải thích lý do ông từ chối là do khí hậu Khorasan quá ẩm nên không thể sử dụng tiền giấy được.

### Dưới thời Bái Đô
Vào năm 1295, quyền thần Taghachar cũng đồng đảng, những người có lẽ đã đứng sau cái chết của A Lỗ Hồn, cũng đã ám sát Hải Hợp Đô. Taghachar tôn em họ Hải Hợp Đô là Bái Đô lên làm Y Nhi Hãn mới để dễ bề kiểm soát. Bái Đô không có thực quyền, bị Taghachar cùng đồng bọn kiểm soát và lấn át, phân chia lãnh thổ Hãn quốc Y Nhi cho nhau. Nhận được tin về cái chết của Hải Hợp Đô, Hợp Tán xuất binh tới hỏi tội Bái Đô. Bái Đô trả lời là do Hợp Tán đã vắng mặt tại sự kiện dẫn đến cái chết của Hải Hợp Đô, nên các quý tốc không còn lựa chọn nào khác ngoài việc tôn Bái Đô lên làm Y Nhi Hãn mới. Êmia Nowruz khuyên Hợp Tán nên xử lý Bái Đô, vì ông ta chỉ là một vị Hãn bù nhìn, bị bọn quyền thần khống chế. Quân đội hai bên sau đó chạm trán ở ngoài thành Qazvin. Quân đội Bái Đô do em họ ông ta là Ildar, cùng các tướng khác là Eljidei và Chichak chỉ huy trong khi quân của Hợp Tán do Hoàng tử Sogai (con Yoshmut), Buralghi, Nowruz, Qutluqshah và Nurin Aqa chỉ huy. Hợp Tán tuy dành thắng lợi trận đầu nhưng buộc phải rút chỉ để Nowruz ở lại sau khi nhận ra toán quân mà Ildar chỉ huy chỉ là một phần nhỏ của một đội quân lớn hơn. Dù sao đi chăng nữa, ông vẫn bắt sống được Arslan, một hậu duệ của Jochi Qasar.
Sau khi hai bên ngừng chiến, Bái Đô mời Hợp Tán làm đồng cai trị Hãn quốc Y Nhi còn Nowruz thì chức vị sahib-i divan như một động thái để đáp trả yêu sách mà Hợp Tán đưa ra nhằm đòi quyền thừa kế các vùng đất phong của cha ông ở Fars, Iraq và Kerman. Nowruz không đồng ý với những điều kiện này nên đã bị bắt. Theo một giai thoại, Nowruz đã hứa với Bái Đô là sẽ bắt trói Hợp Tán về giao nộp. Bái Đô đồng ý, tuy nhiên khi Nowruz quay về, ông ta cho mang một cái vạc đem giao nộp cho Bái Đô – một cách chơi chữ vì Ghazan đọc trại sang tiếng Đột Quyết sẽ là kazan, có nghĩa là cái vạc. Nowruz hứa là sẽ Hợp Tán đoạt lấy ngai vị với điều kiện là Hợp Tán phải cải sang đạo Hồi. Hợp Tán chấp nhận và cải sang đạo Hồi vào ngày 16 tháng 1 năm 1295 bởi Ibrahim ibn Muhammad ibn al-Mu'ayyid ibn Hamaweyh al-Khurasani al-Juwayni. Nowruz tiến vào thành Qazvin với chỉ 4.000 binh sĩ nhưng nói phao là còn có 120.000 quân (có nguồn nói là 30.000) nữa do Ebügen chỉ huy (một hậu duệ của Jochi Qasar) đang trên đường tới Azerbaijan, gây ra sự hoảng loạn trong quần chúng, sau đó là sự đào tẩu của cấp dưới của Taghachar và các tiểu vương hùng mạnh khác như Qurumishi và Chupan vào ngày 28 tháng 8 năm 1295.
Nhận thấy nguy cơ, Bái Đô cho vời Taghachar yêu cầu ông ta giúp đỡ, bỏ mặc việc ông ta đã bỏ đi theo địch. Nhận ra Taghachar đã biến mất tăm, Bái Đô tháo chạy đến xin nương nhờ êmia Tukal ở Gruzia vào ngay 26 tháng 11 năm 1295. Tuy nhiên, ông bị bộ tướng của Hợp Tán bắt sống khi đang ở gần Nakhchivan và bị mang về Tabriz xử tử vào ngày 4 tháng 10 năm 1295.

## Triều đại
Hợp Tán tuyên bố chiến thắng sau khi xử tử Bái Đô ở ngoại ô Tabriz vào ngày 4 tháng 10 năm 1295. Sau khi đắc vị làm Y Nhi Hãn mới, Hợp Tán hạ lệnh thanh trừng các đối thủ cũng như ban hành một số sắc lệnh mới. Nawruz được phong làm Nawab, quyền cao chức trọng. Nawruz sau khi lên nắm quyền liền ra sắc lệnh chống đối các tôn giáo khác. Những người trung thành với Nawruz được dịp ra sức đàn áp Thiên Chúa giáo và Phật giáo. Cuộc đàn áp nghiêm trọng tới nỗi, Phật giáo Iran vĩnh viễn không thể khôi phục, các nhà thờ Cảnh giáo ở kinh đô Maragha bị dân binh Hồi giáo cướp phá, còn các nhà thờ ở Tabriz hay Hamadan đều bị phá hủy. Những người từng trung thành với Bái Đô cũng không thoát khỏi cái chết, êmia Jirghadai và Qoncuqbal lần lượt bị hành quyết vào ngày 10 và 15 tháng 10. Qoncuqbal bị nhiều người căm hận do ông này đã giết Aq Buqa Jalair và đã bị đích thân em trai của Nawruz là Hajji (người cũng là con rể của Aq Buqa) chém đầu. Sau khi tể tướng của Bái Đô là Jamal ud-Din bị bãi chức, một người thân tín của Taghachar là Sadr ul-Din Zanjani đã được bổ nhiệm làm tể tướng tiếp theo. Bản thân Taghachar cũng được Hợp Tán phong làm phó vương Anatolia vào ngày 10 tháng 11 năm 1295. Các cuộc hành quyết vẫn tiếp tục diễn ra sau năm 1296: Con trai hoàng tử Ajai là Ildar trốn tới Anatolia vào ngày 6 tháng 2 năm 1296 nhưng bị bắt và xử tử; Buralghi Qiyatai, một viên tướng từng làm phản dưới thời A Lỗ Hồn đã bị xử tử vào ngày 12 tháng 2; Yesütai, một viên tướng người Ngõa Lạt từng ủng hộ con rể Húc Liệt Ngột là Taraghai tới Syria đã bị xử tử vào ngày 24 tháng 5 năm đó.
Vào lúc này, quyền thần Nogai ở Kim Trướng Hãn quốc bị ám sát, vợ Chubei và con là Torai (hay Büri, người là con rể của Abaqa) đã đến xin nương nhờ dưới trướng Hợp Tán vào năm 1296.

### Thanh trừng các quý tộc
Dưới thời Hợp Tán, quan hệ rắc rối, căng thẳng với Kim Trướng Hãn quốc đã được xoa dịu, nhưng con cháu Oa Khoát Đài và Sát Hợp Đài ở Trung Á vẫn tiếp tục là mối đe dọa nghiêm trọng đối với cả Hãn quốc Y Nhi lẫn Đại Hãn ở Trung Quốc. Khi Hợp Tán lên ngôi, Sát Hợp Đài Hãn là Khan Duwa đã xua quân đánh chiếm Khorasan vào ngày 9 tháng 12 năm 1295. Hợp Tán buộc phải phái hai người thân của mình - Hoàng tử Sogai (con trai của Yoshmut) và Esen Temür (con trai của Qonqurtai) mang quân đội đối phó với quân Sát Hợp Đài nhưng cả hai đều đào ngũ vì cho rằng đây là âm mưu của Nawruz nhằm tước đoạt quyền hành của họ. Nawruz đã thông báo cho Hợp Tán về âm mưu này, Hợp Tán sau đó đã hạ lệnh xử tử hai người vào năm 1296. Một người họ hàng khác tên là Arslan từng bị Hợp Tán bắt giữ trước đó những đã được ân xá lại dấy binh tạo phản ở Bilasuvar. Sau một loạt các trận đánh tại gần Baylaqan, Arslan cũng bị bắt và bị xử tử cùng với các tiểu vương nổi loạn khác vào ngày 29 tháng 3.
Sau khi thanh trừng các hoàng tử, Taghachar được cho là có liên quan đến cuộc nổi loạn của Hoàng tử Sogai và được tuyên bố là kẻ phản nghịch. Taghachar chiêu binh bãi mã ở Tokat và chống lại các chỉ huy của Hợp Tán là Harmanji, Baltu và Arap (con trai của Samagar). Tuy nhiên, không được bao lâu, Taghachar đã bị Baltu bắt sống tại Delice và được giao nộp cho Hợp Tán vào năm 1296. Ngay sau đó Hợp Tán đã phải miễn cưỡng ra lệnh giết Taghachar; ông nhận ra rằng Taghachar thực chất đã giúp ông và ông ta trên thực tế không phải là một người đáng phải quan ngại và để giải thích cho quyết định của mình, Hợp Tán đã dẫn tích một hoàng đế Trung Quốc từng xử tử một viên tướng đã cứu vị hoàng đế tương lai bằng cách phản bội một cựu hoàng. Thân cận của Taghachar là tể tướng Sadr ul-Din Zan camera đã bị bãi chức và bị bắt vào tháng 3 năm 1296, nhưng được ân xá nhờ sự can thiệp của Buluqhan Khatun.
Các cuộc thanh trừng vẫn tiếp tục tiếp diễn bởi cuộc hành quyết cháu trai Chighaqan là Baighut vào ngày 7 tháng 9 năm 1296, nhà cai trị nhà Hazaraspid Afrasiab I vào tháng 10 năm 1296, tể tướng Jamal ud-Din Dastgerdani của Bái Đô vào ngày 27 tháng 10 năm 1296.

### Baltu Jalayir tạo phản
Cái chết của Taghachar đã kích động Baltu thuộc gia tộc Jalayir nổi dậy tạo phản ở Anatolia. Baltu Jalayir vốn được ủng hộ bởi Ildar (con trai của Qonqurtai), người đã bị bắt và xử tử vào tháng 9 năm 1296. Hai tháng sau, Qutluqshah dẫn 30.000 binh sĩ tiến vào Anatolia và nghiền nát cuộc nổi dậy của Baltu, bắt sống Baltu vào tháng 6. Ông ta bị áp giải về Tabriz và nhốt vào lao ngục tới ngày 14 tháng 9 năm 1297 thì bị mang ra xử chém cùng con trai. Hồi vương Mesud II của Rûm cũng bị bắt và giam giữ ở Hamadan.

### Loại bỏ Nawruz
Nawruz đã vướng vào tranh chấp với Nurin Aqa, người nổi tiếng hơn trong quân đội và buộc phải rời Khorasan. Sau khi trở về phía tây, Nawruz may mắn sống sót sau một vụ ám sát bởi một người lính tên là Tuqtay, người oán hận Nawruz vì cho rằng ông này đã giết chết cha mình là Arghun Aqa. Chẳng bao lâu, ông bị Sadr al-Din Khaladi, sahib-divan của Hợp Tán buộc tội phản bội vì cấu kết với người Mamluk. Đúng vậy, theo nguồn tin từ người Mamluk, Nawruz có trao đổi thư tín với Sultan Lajin. Nhân cơ hội, Hợp Tán bắt đầu thực hiện các cuộc thanh trừng nhắm vào Nawruz và những kẻ trung thành với ông ta vào tháng 5 năm 1297. Anh trai Nawruz là Hajji Narin, cùng môn khách là Satalmish đã bị xử tử một lúc cùng với các con của Nawruz ở Hamadan. Một người anh trai khác của Nawruz là Lagzi Güregen cũng bị giết ở Iraq vào ngày 2 tháng 4 năm 1297. Con trai của Toghai đã được tha nhờ sự can thiệp của vợ Hợp Tán là Bulughan Khatun Khurasani. Trong số những người thân của Nawruz được tha chết còn có anh trai Yol Qutluq và cháu trai Kuchluk. Cuối năm đó Hợp Tán đích thân thống lĩnh quân đội tiến đánh Nawruz, người lúc này đang chỉ huy quân đội ở Khorasan. Quân đội của Nawruz đã bị đánh bại trong một trận đánh bên ngoài thành Nishapur. Nawrūz buộc phải bỏ trốn và đến xin nương nhờ Malik (vua) của Herat ở miền bắc Afghanistan nhưng vị Malik đã phản bội ông ta và giao Nawruz cho Qutlughshah, người đã xử tử Nawruz ngay lập tức vào ngày 13 tháng 8.

### Quan hệ với các nhà nước Mông Cổ khác
Hợp Tán vẫn tiếp tục duy trì mối quan hệ mật thiết với Đại Hãn ở Trung Nguyên cũng như Kim Trướng Hãn quốc. Vào năm 1296, Nguyên Thành Tông (cháu Hốt Tất Liệt) đã hạ lệnh tướng Baiju tới Ba Tư để phò tá Hợp Tán. Năm năm sau đó, Hợp Tán gửi các thuộc hạ người Mông Cổ và người Ba Tư tới Trung Quốc để thu thuế từ các ấp phong của Húc Liệt Ngột tại đó. Tại đây, họ đã dâng các cống phẩm lên Đại Hãn và đã tham gia vào các hoạt động giao lưu văn hóa với các thần dân từ mọi vùng miền của Đế quốc Mông Cổ. Hợp Tán cũng kêu gọi những người Mông Cổ khác hợp nhất ý chí, trung thành với Đại Hãn, một điều được kẻ thù của Hải Đô là Bayan Khan của Bạch Trướng Hãn quốc ủng hộ. Trong triều đình Hợp Tán cũng có mặt các ngự y người Hán.

### Biện pháp nhằm ôn định chính trị
Để ổn định đất nước, Hợp Tán đã cố gắng kiểm soát tình hình và tiếp tục các vụ thanh trừng - Taiju (con trai của Möngke Temür) bị xử tử ngày 15 tháng 4 năm 1298 với tội xúi giục người khác nổi loạn; tể tướng Sadr ul-Din Zanjani bị xử tử vào ngày 4 tháng 5 và em trai của ông ta là Qutb ul-Din cùng người em họ Qawam ul-Mulk bị xử tử vào ngày 3 tháng 6 vì tội tham nhũng và Abu Bakr Dadqabadi vào ngày 10 tháng 10. Hợp Tán bổ nhiệm Rashid-al-Din Hamadani, một người gốc Do Thái làm tể tướng mới thay thế vị trí mà Sadr ul-Din Zanjani để lại và Rashid-al-Din đã giữ chức vụ này trong suốt 20 năm tiếp đó, tới năm 1318. Hợp Tán cũng lệnh cho Rashid-al-Din biên soạn một bộ sử có tên là Jami' al-tawarikh ("Bản tóm tắt biên niên sử") viết về người Mông Cổ cũng như về gia tộc Bột Nhi Chỉ Cân. Trải qua nhiều năm biên soạn và mở rộng, công trình bao quát toàn bộ lịch sử thế giới kể từ thời Adam và Eva và được hoàn thành dưới triều đại của người kế vị Hợp Tán là Hoàn Giả Đô. Nhiều bản sao của bộ sử này đã được tạo ra, một vài trong số đó còn tồn tại đến thời hiện đại.
Sau khi xử tử Taiju, ông bổ nhiệm Nurin Aqa làm phó vương mới của Arran vào ngày 11 tháng 9 năm 1298.

### Cuộc nổi loạn của Sulemish
Sulemish (cháu nội Baiju) vốn được Qutlughshah phong làm phó vương Anatolia sau khi dập tắt cuộc nổi loạn Baltu, cũng đã đích thân nổi loạn vào năm 1299. Sulemish đã huy động được một đội quân 20.000 người khiến kế hoạch tiến đánh Syria của Hợp Tán bị trì hoãn. Qutlugshah buộc phải quan về từ Arran và đánh bại Sulemish vào ngày 27 tháng 4 năm 1299 tại gần Erzinjan, khiến Sulemish phải chạy tới Mamluk Ai Cập cầu cứu viện. Ông ta quay trở về Anatolia cùng với viện binh từ Ai Cập nhưng bị đánh bại, bị bắt sống và bị áp giải về Tabriz và bị hỏa hình vào ngày 27 tháng 9 năm 1299.

### Chiến tranh với Mamluk Ai Cập

Chiến dịch của người Mông Cổ, 1299–1300

Hợp Tán là một trong số những nhà lãnh đạo Mông Cổ trao đổi sứ giả với người châu Âu và Thập tự quân trong nỗ lực thành lập liên minh Frank-Mông Cổ để chống lại một kẻ thù chung, đó chính là người Mamluk của Ai Cập. Ông vốn đã có trong tay quân đội của các nước chư hầu Kitô giáo như Vương quốc Kilikia Armenia hay Gruzia. Kế hoạch là lực lượng của Hợp Tán sẽ phối hợp với dòng tu quân đội Kitô giáo và tầng lớp quý tộc Síp để đánh bại người Ai Cập. Sau khi chiến tranh kết thúc, thành Jerusalem sẽ được trả lại cho người châu Âu. Nhiều người châu Âu được biết à đã phục vụ cho Hợp Tán, tiêu biểu như Isol người Pisa hoặc Buscarello de Ghizolfi, và đa phần đều giữ chức vụ cao. Hàng trăm nhà thám hiểm phương Tây như vậy đã phục vụ cho các vị hãn Mông Cổ. Theo sử gia Peter Jackson, vào thế kỷ 14, nhiều thứ Mông Cổ trở thành một mốt ở phương Tây, thịnh hành tới nỗi nhiều trẻ em sinh ra tại Ý được đặt những cái tên như Can Grande ("Đại Hãn"), Alaone (Húc Liệt Ngột, Tằng tổ phụ của Hợp Tán), Argone (Arghun, cha Hợp Tán) hay Cassano (Hợp Tán) được ghi lại với tần suất cao.
Vào tháng 10 năm 1299, Hợp Tán tiến quân hướng tới Syria và mời các vương quốc Thiên Chúa giáo tham gia cùng mình. Ông chiếm đóng Aleppo, và hội quân cùng Quốc vương Hethum II của Vương quốc Kilikia Armenia, người cũng có một số hiệp sĩ dòng Đền và Hiệp sĩ Cứu tế trong hàng ngũ của mình. Người Mông Cổ cùng đồng minh đánh bại quân Mamluk trong trận Wadi al-Khazandar vào ngày 23 hoặc 24 tháng 12 năm 1299. Một toán quân Mông Cổ sau đó tách khỏi đại quân của Hợp Tán và truy đuổi quân đội Mamluk tới tận Gaza, đẩy lùi họ về Ai Cập. Phần lớn lực lượng của Hợp Tán chuyển hướng đến Damascus. Tòa thành đã đầu hàng vào thời điểm nào đó trong khoảng thời gian từ ngày 30 tháng 12 năm 1299 đến ngày 6 tháng 1 năm 1300. Đa phần quân đội của Hợp Tán sau đó đã rút quân vào tháng 2, có lẽ vì hết thức ăn cho ngựa. Ông dự định sẽ quay trở lại vào mùa đông năm 1300–1301 để tấn công Ai Cập. Khoảng 10.000 kỵ binh dưới quyền tướng quân Mông Cổ Mulay được bỏ lại để chiếm đóng Syria trong một thời gian ngắn trước khi họ rút lui.
Người Mamluk thực sự sợ hãi những cũng khinh bỉ Hợp Tán. Một phái đoàn các học giả cũng như các imam hàng đầu Ai Cập bao gồm Ibn Taymiyya đã đi tới al-Nabk phía bắc Damascus, nơi mà Hợp Tán đang đóng quân vào tháng 1 năm 1300 để thuyết phục ông hủy bỏ cuộc tấn công vào Damascus. Ibn Taymiyya có lẽ đã hội kiến cùng Hợp Tán tại Damascus vào tháng 8 năm 1301. Vào một trong những dịp này, có thông tin cho rằng không một học giả nào dám hé môi một câu trước Hợp Tán ngoại trừ Ibn Taymiyyah:
"Ngài tự cho mình là một tín đồ Hồi giáo, có bên mình nhiều Mu'adhdhin, Mufti, Imam và Shaykh nhưng ngài tấn công và đến nước chúng tôi làm gì cơ chứ? Tuy cha ngài và ông ngài Húc Liệt Ngột đều là người ngoại đạo, họ không tấn công chúng tôi và họ cũng giữ lời hứa. Còn ngài thì hứa nhưng sau đó lại thất hứa."

Tháng 7 năm 1300, Thập Tự quân đã thiết lập được một hạm đội nhỏ gồm mười sáu thuyền viên với một số tàu nhỏ hơn để đột kích vào bờ biển, đi cùng là sứ giả của Hợp Tán. Thập tự quân cũng đã cố gắng thiết lập một căn cứ tại hòn đảo Ruad rồi phát động các cuộc tấn công vào Tartus trong khi chờ đợi quân đội Hợp Tán đến hội quân. Tuy nhiên, quân đội Mông Cổ đã bị trì hoãn buộc Thập tự quân phải rút về đảo Síp, chỉ để lại một đơn vị đồn trú trên đảo Ruad nhưng bị người Mamluk bao vây và bắt giữ vào năm 1303.

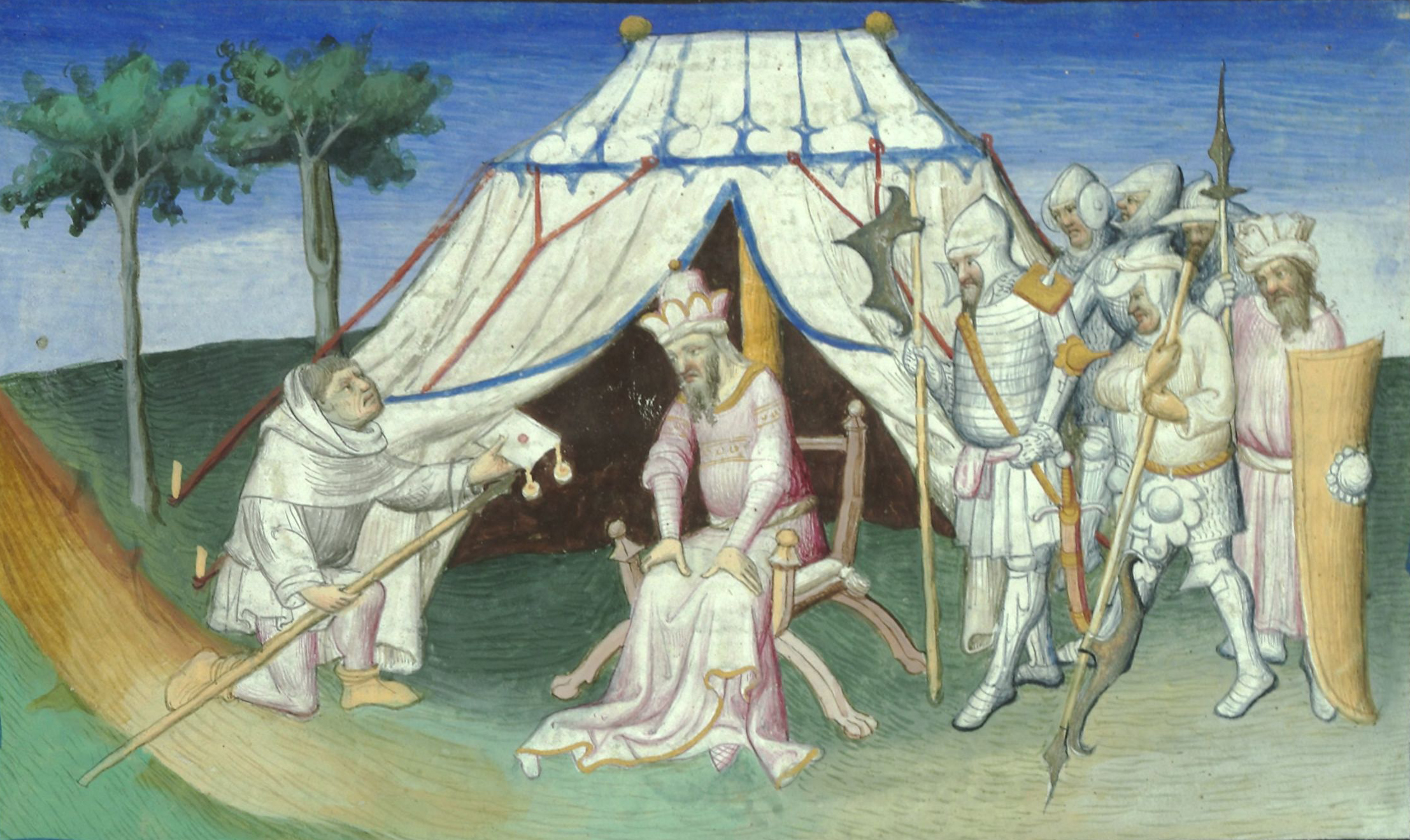
Hợp Tán ra lệnh cho vua Armenia Hethum II tháp tùng Kutlushah để tấn công Damascus vào năm 1303.

Vào tháng 2 năm 1301, 60.000 quân Mông Cổ tiến vào Syria nhưng không làm được gì nhiều ngoại trừ phát động một số cuộc tấn công nhỏ ở các khu vực xung quanh Syria. Tướng Kutlushah của Hợp Tán đồn trú 20.000 quân ở thung lũng Jordan để bảo vệ thành Damascus, nơi có một thống đốc Mông Cổ vừa mới được bổ nhiệm. Tuy nhiên, không được bao lâu thì họ vẫn buộc phải rút lui.
Tiếp đó, kế hoạch để chuẩn bị cho một chiến dịch kết hợp giữa Thập Tự quân và quân Mông Cổ vào mùa đông tiếp đó đã được vạch ra. Vào cuối năm 1301, Hợp Tán gửi thư yêu cầu Giáo hoàng Bônifaciô VIII gửi quân, tu sĩ và nông dân nhằm biến vùng Đất Thánh trở thành của người châu Âu một lần nữa. Tuy nhiên, Hợp Tán lại một lần nữa không đích thân chỉ huy chiến dịch lần này. Ông tiếp tục gửi thư cho Giáo hoàng vào năm 1302 và gửi sứ giả đến gặp mặt Charles II của Anjou. Charles II sau đó đã hạ lệnh cho Gualterius de Lavendel làm sứ giả đến yết kiến Hợp Tán vào 27 tháng 4 năm 1303.
Năm 1303, Hợp Tán lại gửi một bức thư khác tới Edward I của Anh thông qua Buscarello de Ghizolfi nhắc lại lời hứa của ông cố Húc Liệt Ngột nói rằng người Mông Cổ sẽ trả lại Jerusalem cho người Frank để đổi lấy sự hỗ trợ trước người Mamluk. Người Mông Cổ cùng chư hầu Armenia tập hợp một đội quân 80.000 người để đẩy lùi cuộc tấn công từ Hãn Qutlugh Khwaja của Hãn quốc Sát Hợp Đài. Sau khi giành thắng lợi, quân đội Y Nhi Hãn quay trở lại Syria. Tuy nhiên, Hợp Tán bị quân Mamluk đánh bại ngay bên ngoài Damascus tại Trận Marj al-Saffar vào tháng 4 năm 1303. Đây là cuộc xâm lược lớn nhất cuối cùng của người Mông Cổ vào Syria.

## Qua đời
Sau các chiến dịch quân sự, Hợp Tán quay trở về thủ đô Ujan của mình vào tháng 7 năm 1302 và ban hành một số sắc lệnh: Nirun Aqa và Hoàn Giả Đô được bổ nhiệm làm phó vương ở Arran và Khorasan còn Mulay được phái tới Diyar Bakr còn Qutluqshah được phái tới Gruzia. Ông nhận được một người thiệp do Andronikos II Palaiologos tiến cống vào năm 1302, người có thể là Despina Khatun kết hôn với Hoàn Giả Đô sau này. Vào ngày 17 tháng 9 năm 1303, Hợp Tán gả con gái mình là Öljei Qutlugh cho cháu ruột Bistam, con của em trai ông là Hoàn Giả Đô.
Theo Rashid al-Din, Hợp Tán trở nên đau buồn cực độ sau khi ái phi Karamun qua đời vào ngày 21 tháng 2. Ông từng nói với một trong những êmia của mình rằng: "cuộc đời như một ngục tù... và chẳng có lợi ích gì". Vào tháng 3/tháng 4 năm đó, ông đã xuống chiếu chọn đệ ruột là Hoàn Giả Đô làm người kế vị vì ông không có con trai nối dõi. Ông qua đời vào ngày 17 tháng 5 năm 1304 tại gần Qazvin. Thi thể của ông được tắm rửa bằng nước từ thung lũng Lar Damavand ở Mazandaran.

## Gia quyến

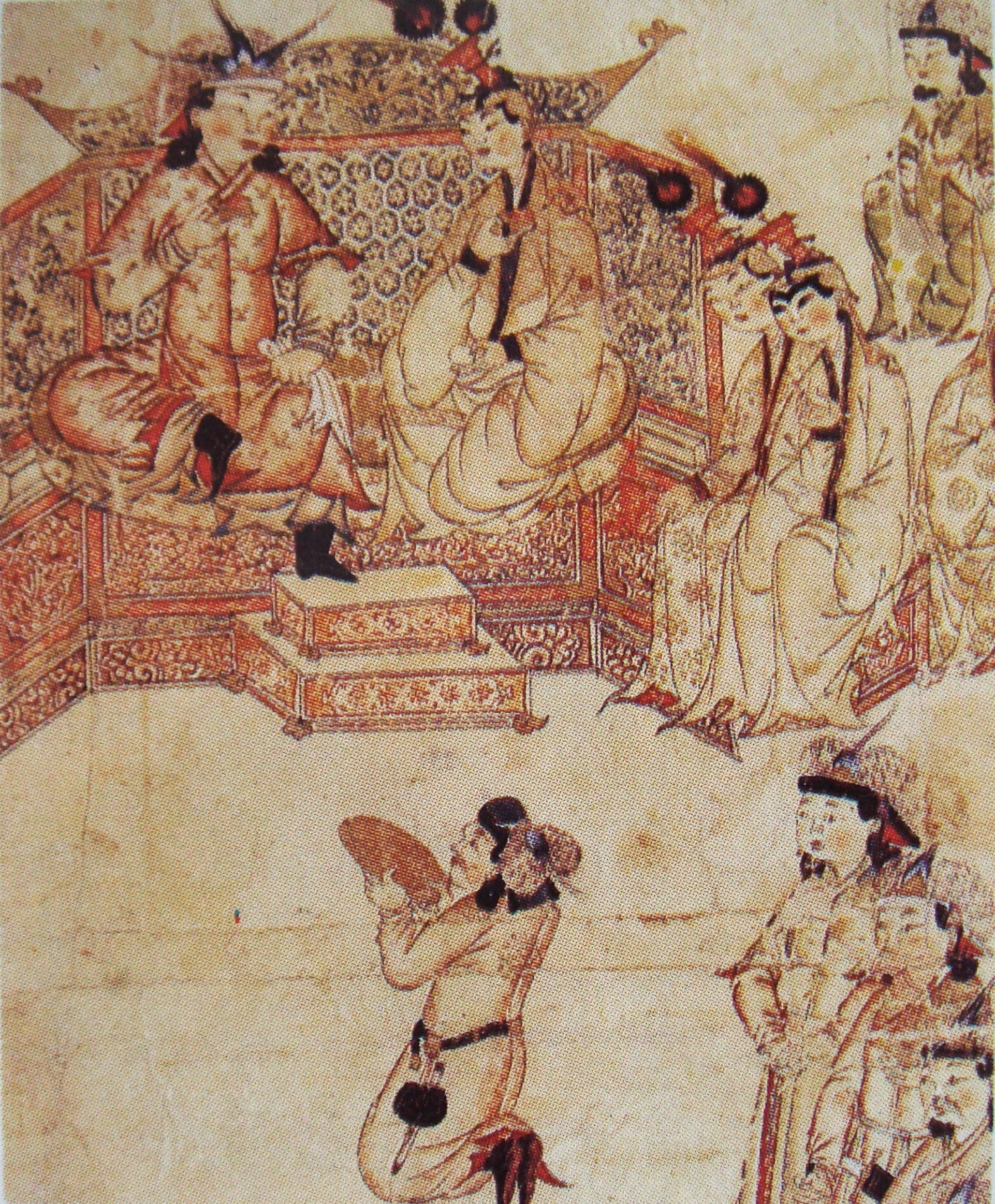
Hợp Tán cùng các bà vợ của mình

Hợp Tán có sáu người vợ, 5 là vợ chính, còn một người là thiếp:
- Yedi Kurtka Khatun — con gái của Möngke Temür Güregen (thuộc bộ lạc Suldus) và Tuglughshah Khatun (con gái của Qara Hülegü)
- Bulughan Khatun Khurasani — con gái của Amir Tasu (từ gia tộc Eljigin của bộ lạc Khongirad) và Menglitegin, con gái của Arghun Aqa
  1. Một đứa con chết non (sinh 1291 tại Damavand)
- Kököchin Khatun (sinh 1269, kết hôn 1293 tại Abhar, mất 1296) — họ hàng của Buluqhan Khatun
- Bulughan Khatun Muazzama (kết hôn ngày 17 tháng 10 năm 1295 tại Tabriz, d. ngày 5 tháng 1 năm 1310) — con trai của Otman Noyan (từ bộ lạc Khongirad), góa phụ của Gaykhatu và Arghun
  1. Uljay Qutlugh Khatun — ban đầu kết hôn với Bistam, con trai của Hoàn Giả Đô, sau đó tái giá với em trai của Bistam là Abu Sa'id
  2. Alju (b. ngày 22 tháng 2 năm 1298 in Arran - ngày 20 tháng 8 năm 1300 in Tabriz)
- Eshil Khatun (hứa hôn năm 1293, kết hôn ngày 2 tháng 7 năm 1296 vào Tabriz) — con gái của Tugh Timur Amir-Tüman (con trái của Noqai Yarghuchi thuộc bộ lạc Bayauts)
- Dondi Khatun (mất ngày 9 tháng 2 năm 1298) — con gái của Aq Buqa (from Jalayir tribe), widow of Gaykhatu
- Karamün Khatun (kết hôn ngày 17 tháng 7 năm 1299, mất ngày 21 tháng 1 năm 1304) — con gái của Qutlugh Temür (em họ Bulughan Khatun Muazzama, từ bộ lạc Khongirad)
- Günjishkab Khatun — con gái của Shadai Güregen (chắt của Chilaun) và Orghudaq Khatun (con gái của Jumghur)
- Một người con gái của Andronikos II Palaiologos[48] (married in 1302)